# Comuna Chiuiești, Cluj
Chiuiești (în maghiară Pecsétszeg) este o comună în județul Cluj, Transilvania, România, formată din satele Chiuiești (reședința), Dosu Bricii, Huta, Măgoaja, Strâmbu, Valea Cășeielului și Valea lui Opriș.

## Date geografice
Comuna Chiuiești se întinde pe o suprafață de 112 km2, având o populație de peste 2.700 de locuitori, dispuși în satul reședință de comună Chiuiești și satele Huta, Măgoaja, Strâmbu, Valea Cășeielului și Valea lui Opriș.
Satele comunei Chiuiești se află pe văile masivului Culmea Breazu, comuna fiind cea mai nordică comună a județului Cluj. Se învecinează cu comuna clujeană Cășeiu și cu județele Sălaj, Maramureș și Bistrița-Năsăud.

## Demografie
Componența etnică a comunei Chiuiești
     Români (94,52%)
     Alte etnii (0,34%)
     Necunoscută (5,14%)
Componența confesională a comunei Chiuiești
     Ortodocși (81,75%)
     Penticostali (6,63%)
     Baptiști (3,41%)
     Greco-catolici (2,59%)
     Alte religii (0,19%)
     Necunoscută (5,43%)
Conform recensământului efectuat în 2021, populația comunei Chiuiești se ridică la 2.082 de locuitori, în scădere față de recensământul anterior din 2011, când fuseseră înregistrați 2.332 de locuitori. Majoritatea locuitorilor sunt români (94,52%), iar pentru 5,14% nu se cunoaște apartenența etnică. Din punct de vedere confesional, majoritatea locuitorilor sunt ortodocși (81,75%), cu minorități de penticostali (6,63%), baptiști (3,41%) și greco-catolici (2,59%), iar pentru 5,43% nu se cunoaște apartenența confesională.

## Politică și administrație
Comuna Chiuiești este administrată de un primar și un consiliu local compus din 11 consilieri. Primarul, Gavril Mihuț[*], de la Partidul Național Liberal, este în funcție din 2000. Începând cu alegerile locale din 2024, consiliul local are următoarea componență pe partide politice:
|  | Partid                          | Consilieri | Componența Consiliului | Componența Consiliului | Componența Consiliului | Componența Consiliului |
|  | ------------------------------- | ---------- | ---------------------- | ---------------------- | ---------------------- | ---------------------- |
|  | Partidul Social Democrat        | 4          |                        |                        |                        |                        |
|  | Partidul Național Liberal       | 4          |                        |                        |                        |                        |
|  | Alianța pentru Unirea Românilor | 2          |                        |                        |                        |                        |
|  | Uniunea Salvați România         | 1          |                        |                        |                        |                        |

### Evoluție istorică
De-a lungul timpului populația comunei a evoluat astfel:
Chiuiești, Cluj - evoluția demografică

|  | Graficele sunt indisponibile din cauza unor probleme tehnice. Mai multe informații se găsesc la Phabricator și la wiki-ul MediaWiki. |

Date: Recensăminte sau birourile de statistică - grafică realizată de Wikipedia

## Lăcașuri de cult
- Biserica din lemn "Sf. Arhangheli Mihail și Gavriil din Deal" din satul Strâmbu (sec. XVII).
- Mănăstirea "Înălțarea Sfintei Cruci" din satul Valea Cășeielului (1765).

## Personalități
- Haiducul Pintea Viteazul, născut în 1670 în satul Măgoaja
- Andrei Fărcaș de Chiuiești, istoric româno-maghiar cu obârșia în satul Chiuiești încă din 1630, când familia i-a fost înnobilată de Principesa Transilvaniei, Ecaterina de Brandenburg.

## Galerie de imagini

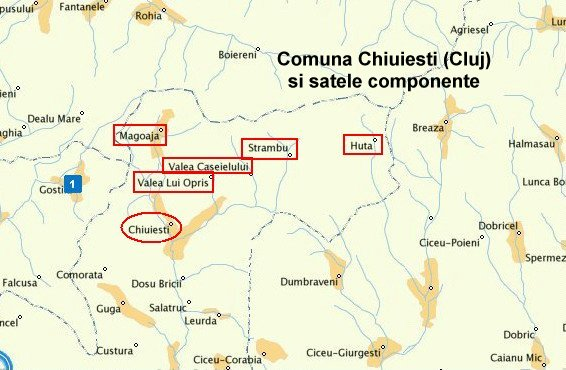
Comuna Chiuieşti și satele componente
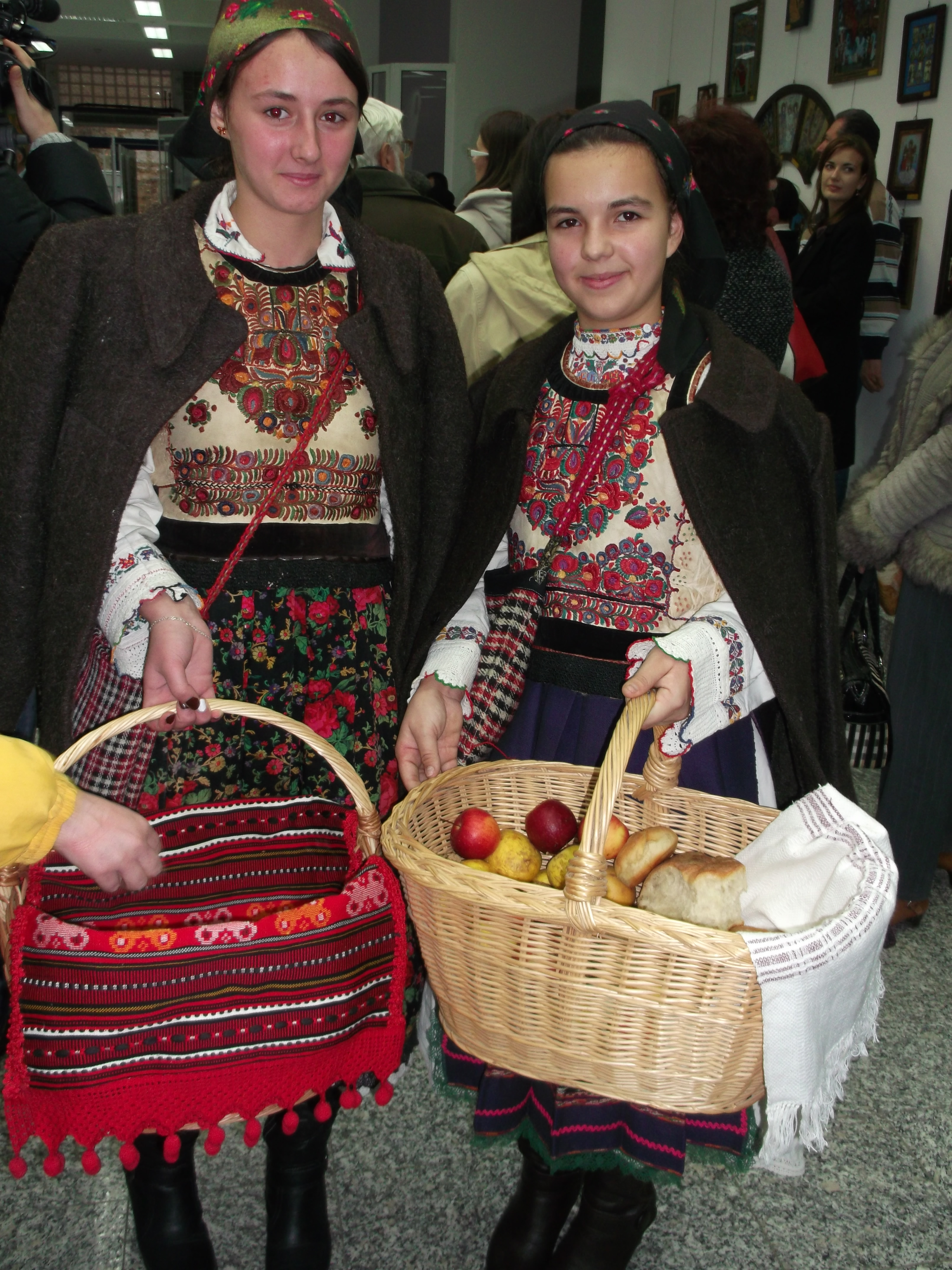
Costume populare din zona Chiuiești (jud.Cluj)
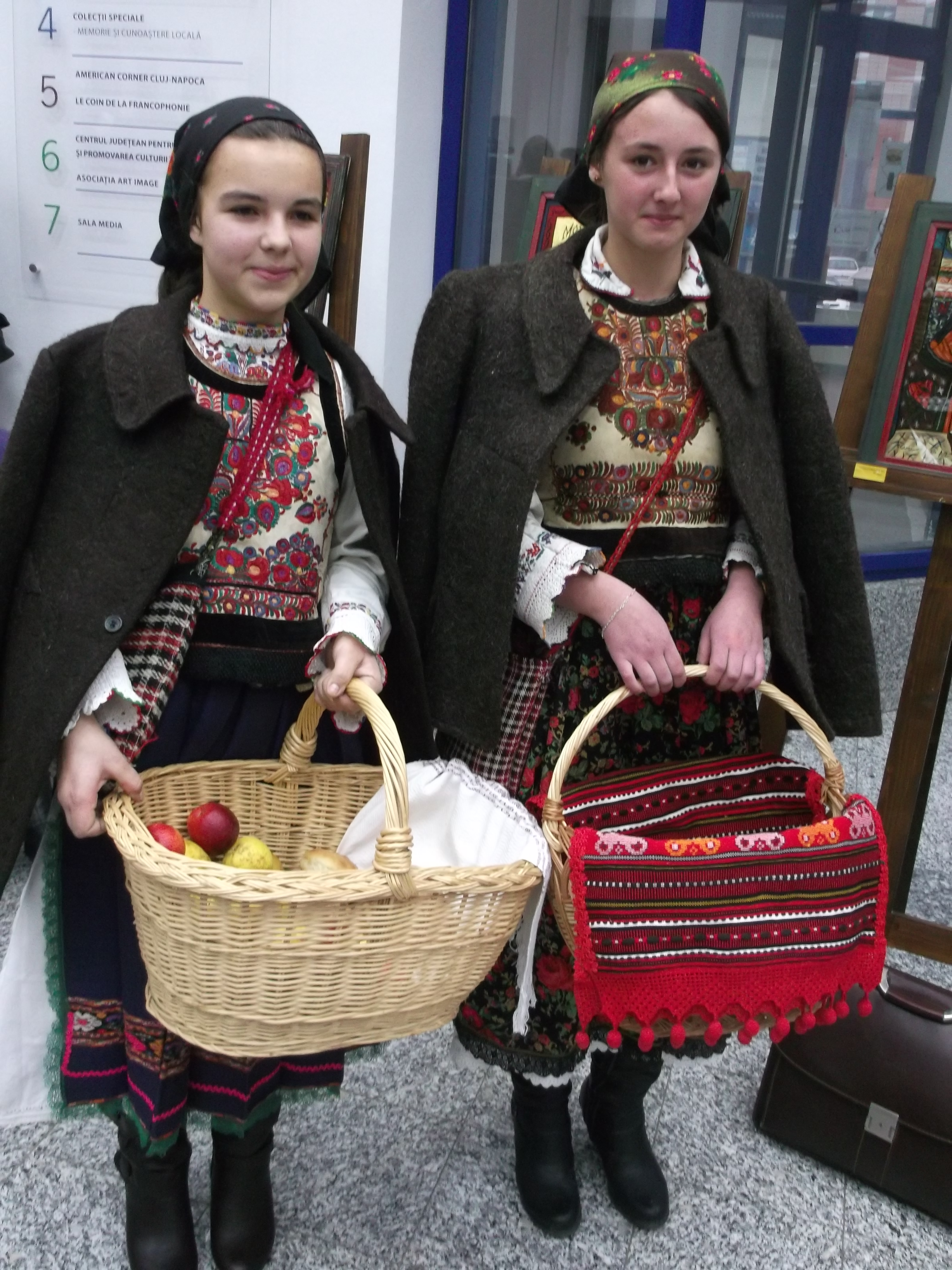
Tinere din Chiuiești, jud.Cluj {într-un spectacol la Cluj-Napoca, dec.2012)
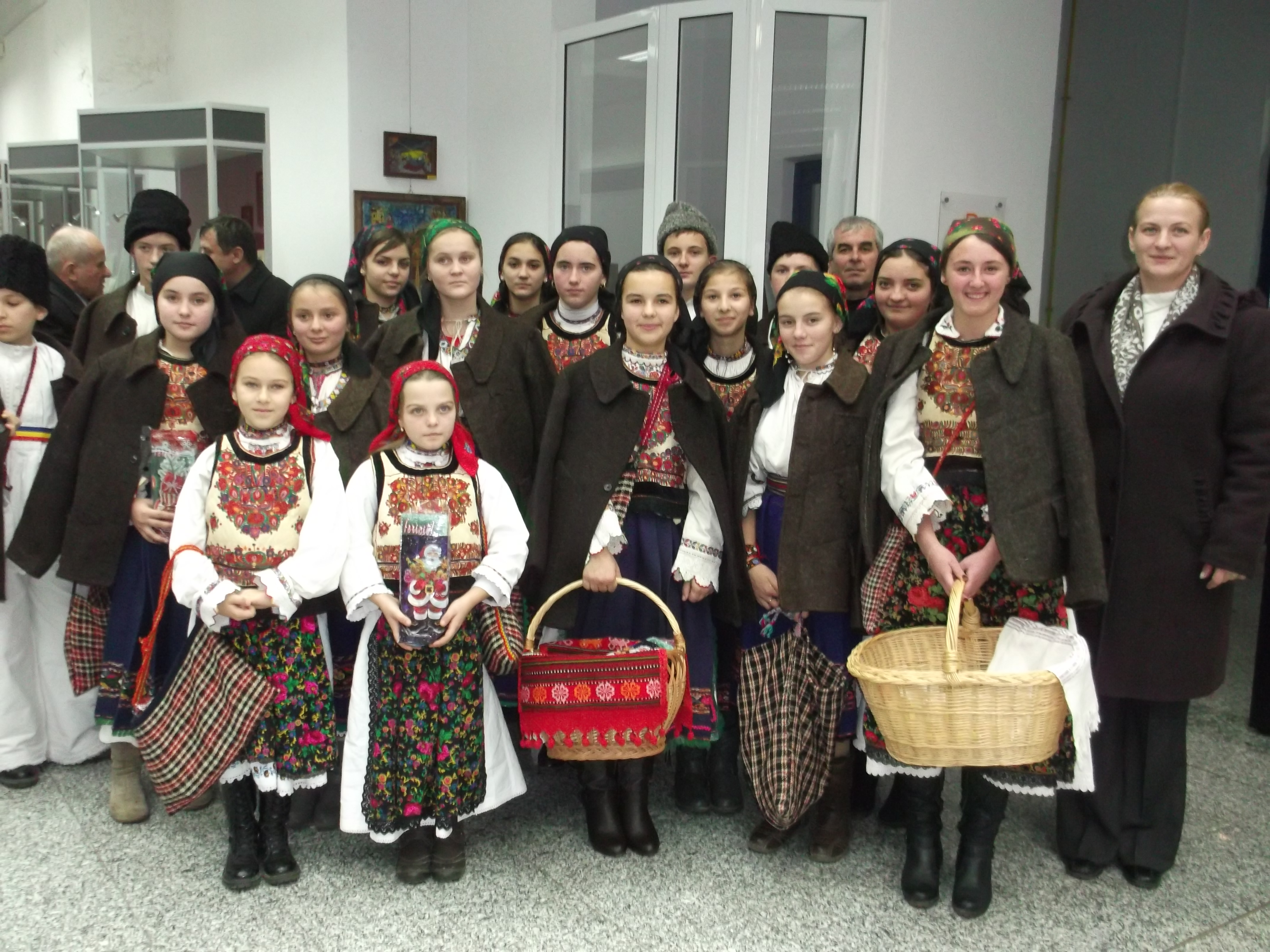
Grup de elevi din Chiuiești, jud.Cluj